# Mark Spitz
Mark Andrew Spitz (født 10. februar 1950 i Modesto, Californien) er en amerikansk tidligere svømmer. Han opnåede berømmelse ved at vinde syv guldmedaljer ved OL 1972 i München, et resultat, der kun er overgået af Michael Phelps, der vandt otte guldmedaljer ved OL 2008.

## Svømmekarriere
Spitz fik sit helt store internationale gennembrud ved de panamerikanske lege i 1967, hvor han vandt fem guldmedaljer.
Der var derfor store forventninger til ham ved OL 1968 i Mexico City, og han var først med på det amerikanske hold i 4 × 100 m fri, hvor han dog ikke var med i indledende heat, som amerikanerne vandt i bedste tid. I finalen var det Zac Zorn, der indledte for amerikanerne og skaffede et stort forspring. Efter ham fulgte Steve Rerych, som øgede forspringet, efterfulgt af Spitz på tredjeturen, inden Ken Walsh fuldendte amerikanernes bedrift, der endte med guldmedalje i ny verdensrekordtid. Sovjetunionen fik sølv og Australien bronze. Derpå stillede han op i den individuelle 100 m fri, hvor Zorn var favorit efter at have tangeret verdensrekorden ved udtagelsesstævnet. Spitz vandt sit indledende heat og blev nummer to i sin semifinale efter australieren Mike Wenden, der med 52,9 sekunder tangerede verdensrekorden i heatet. I finalen lagde Zorn hårdt ud, men han havde været syg i ugen op til løbet og gik helt ned til sidst. I stedet fortsatte Wenden sin gode form og satte ny verdensrekord med tiden 52,2 sekunder, mens Ken Walsh og Spitz delte de to øvrige medaljer med bronzen til Spitz. Spitz var verdensrekordholder på 100 m butterfly og derfor favoritten i denne disciplin. Han vandt da også både sit indledende heat og sin semifinale, men i finalen var det hans landsmand, Doug Russell, der aldrig havde besejret Spitz, der endte med at trække fra på sidste halvdel og vandt guldet i 55,9 sekunder, mens Spitz fik sølv med 56,4 sekunder og endnu en amerikaner, Ross Wales, fik bronze med 57,2 sekunder. I 4 × 200 m fri var amerikanerne også kolossale favoritter, og Spitz behøvede heller ikke her at svømme indledende heat. I finalen svømmede han igen tredje tur efter John Nelson og Steve Rerych, mens Don Schollander sluttede af og sikrede guldmedaljen, mens Australien fik sølv og Sovjetunionen bronze. Spitz sluttede af med at svømme 200 m butterfly, men skuffede her med ottendepladsen.
De følgende år slog Spitz sit navn fast som verdens ubetinget bedste svømmer. Ved de amerikanske mesterskaber i 1971 vandt han således fire titler og satte i den forbindelse tre verdensrekorder. Ugen efter stillede han op til et stævne i Østtyskland, hvor han vandt fire discipliner igen, og denne gang satte han verdensrekord i dem alle. Den præstation indbragte ham Sullivan-prisen samme år som bedste amatørsportsudøver i USA.

### Triumfen i München
Ved Sommer-OL 1972 i München havde Spitz som mål at vinde syv guldmedaljer, og i 200 m butterfly havde han forbedret verdensrekorden otte gange siden 1967. Han vandt da også sikkert sit indledende heat, og i finalen forbedrede han endnu engang verdensrekorden til 2.00,70 minutter og vandt den første guldmedalje med mere end to sekunders forspring til landsmanden Gary Hall, der fik sølv, mens endnu en amerikaner, Robin Backhaus, fik bronze. I 4 × 100 m fri var Spitz klar til finalen, blot 40 minutter efter finalen i 200 m butterfly, og her svømmede han sidste tur efter David Edgar, John Murphy og Jerry Heidenreich havde skabt et solidt forspring, som Spitz fuldendte til en ny verdensrekord og guldmedalje, mens Sovjetunionen fik sølv og DDR bronze. Dagen efter var han igen storfavorit, nu i 200 m fri, med holdkammeraten Steve Genter som forventet største rival. De to vandt da også hver deres indledende heat, og i finalen var Spitz igen hurtigst fra start, men midtvejs førte Genter, og først på sidste banelængde satte Spitz ekstra fart på og sejrede i endnu en verdensrekordtid foran Genter og med vesttyske Werner Lampe på tredjepladsen.
Det var derpå tid til hans favoritdisciplin: 100 m butterfly, hvor han havde sat seks af de seneste syv verdensrekorder, heriblandt to ved de amerikanske udtagelsesmesterskaber. Efter sejre i indledende heat og semifinalen lagde han sig i spidsen i finalen og satte sin fjerde verdensrekord og hentede sin fjerde guldmedalje, mens canadiske Bruce Robinson fik sølv, næsten 1½ sekund efter, og Spitz' holdkammerat Jerry Heidenreich fik bronze. Senere samme dag svømmede han finale i 4 × 200 m fri, hvor han svømmede sidste tur efter at John Kinsella overraskende kun var nummer to på første tur, men da Fred Tyler på anden og Steve Genter på tredje tur havde etableret en stor amerikansk føring, var det en forms sag for Spitz at sikre sig sin femte guldmedalje (også her i verdensrekordtid), mens Vesttyskland blev nummer to og Sovjetunionen nummer tre. 100 m fri var Spitz' sidste individuelle disciplin, og det var til at se, idet han for første gang ved legene ikke vandt hverken indledende heat eller semifinale. Han overvejede ikke at stille op i finalen, men valgte så alligevel at gøre det. Her overraskede han sin holdkammerat Jerry Heidenreich ved at lægge hårdt ud, og selv om Heidenreich halede ind til sidst, lykkedes det Spitz at hente sin sjette guldmedalje samt en sjette verdensrekord. Hans sidste disciplin var i butterfly i 4 × 100 m medley, hvor igen kun svømmede finalen. Her var Mike Stamm i rygcrawl kun nummer to, men Tom Bruce i brystsvømning sikrede føringen, som Spitz bare øgede, mens Heidenreich i fri sluttede af, så amerikanerne vandt næsten fire sekunder foran DDR, mens Canada fik bronze. Amerikanernes tid var ny verdensrekord, så ikke nok med at Spitz vandt de syv guldmedaljer, han havde forudsagt, de indbragte også syv nye verdensrekorder. Dagen efter denne finale angreb palæstinensiske terrorister det israelske OL-hold og dræbte 11 af disse; Spitz, der er jødisk, rejste hastigt hjem igen af frygt for sit liv.

### Samlede karriere
Mellem 1967 og 1972 vandt Spitz ni olympiske guldmedaljer plus en sølvmedalje og en bronzemedalje, fem panamerikanske guldmedaljer, 31 amerikanske mesterskaberog otte amerikanske collegemesterskaber. I løbet af disse år satte han ikke mindre end 33 verdensrekorder. Han blev udnævnt til World Swimmer of the Year i 1969, 1971 og 1972.
I en alder af blot 22 år indstillede han sin karriere efter OL 1972. Han forsøgte dog et comeback i 1991 med henblik på at kvalificere sig til OL 1992, men som over fyrreårig var dette ikke muligt.

## Videre karriere
Efter OL 1972 udnyttede han sin berømmelse og gik ind i forretningsverdenen med succes, blandt andet i ejendomsverdenen. Han har også givet foredrag om motivation.

## Familie
I 1973 giftede han sig med Suzy Weiner, og parret fik to tvillingesønner.